# Mullinville
Mullinville är en ort i Kiowa County i Kansas. Orten har fått sitt namn efter bosättaren Alfred A. Mullin. Vid 2020 års folkräkning hade Mullinville 197 invånare.